# Rozmieszczanie
Rozmieszczanie wojsk – rodzaj pomocniczych działań taktycznych. To stacjonowanie wojsk w garnizonach oraz pobyt w rejonach ześrodkowania (wyjściowych, odpoczynku) z zachowaniem odpowiedniego stopnia (poziomu) gotowości bojowej.

## Charakterystyka
Aby wojska mogły efektywnie walczyć, muszą odpoczywać, uzupełniać środki materiałowe i stany osobowe i mieć wydzielony czas i miejsce na przygotowanie się do walki. Zajęcie rejonów ześrodkowania może nastąpić po wyjściu wojsk garnizonów do rejonów alarmowych, po przemieszczeniu w strefę działań bojowych, gdy nie przewiduje się ich wejścia do walki bezpośrednio z marszu; po wyjściu z walki w celu odtworzenia zdolności bojowej; po przeprowadzonych manewrach, mających na celu przegrupowanie sił. Rozmieszczenie poprzedzone jest zawsze przemieszczeniem wojsk. Planując przemieszczanie, powinno się także planować rejony odpoczynków oraz koncentracji po jego zakończeniu.
Wojska rozmieszcza się w sposób umożliwiający zorganizowanie obrony i ochrony oraz wykonanie manewru. Teren przewidziany do rozmieszczania wojsk powinien umożliwiać maskowanie, posiadać dogodne warunki odpoczynku wojsk, być bezpiecznym pod względem sanitarnym i epidemiologicznym. Znajdować się tam powinna odpowiednia liczba dróg manewru.Nie rozmieszcza się wojsk w pobliżu obiektów, które mogą stanowić cele uderzeń przeciwnika.
Wojska w rejonach ześrodkowania zachowują gotowość do odparcia napadu przeciwnika naziemnego i powietrznego oraz do szybkiego i skrytego opuszczenia rejonu.

## Podział rejonów rozmieszczenia
W okresie pokoju wojska stacjonują w garnizonach. W przypadku zagrożenia, wojny lub na polecenie przełożonych jednostki wojskowe mogą zajmować rejony ześrodkowania, w których przygotowują się do dalszych działań. Są to:
- rejony wyjściowe czyli obszar zajmowany bezpośrednio przed podjęciem walki. Służy do odtworzenia zdolności bojowej i przygotowaniu do podjęcia kolejnych działań.  Jest położony blisko linii styczności z przeciwnikiem.
- rejony koncentracji czyli teren, na którym tworzy większe zgrupowania wojsk na stosunkowo niewielkim obszarze.
- rejony odpoczynku czyli miejsce, w którym oddziały regenerują siły, uzupełniają środki materiałowe, dokonują niezbędnych napraw czy też spożywają posiłki. Ubezpieczenie rejonu stanowią dotychczasowe ubezpieczenia marszowe.
- rejony wyczekiwania czyli teren zajmowany przez oddział bezpośrednio przed załadowaniem na środki transportu. Wyznacza się je od 3 do 5 km od stacji załadowczych.
- rejony załadowania czyli  teren, na którym pododdziały ładują się na środki transportu wykonujących przewóz. Zwykle jest to stacja kolejowa, lotnisko, lądowisko lub port. W jednym rejonie może występować kilka punktów załadowczych.
- rejony alarmowe czyli teren, który zajmują wojska po ogłoszeniu alarmu i wyjściu z miejsca stałej dyslokacji.

Rejony ześrodkowania zapewnić muszą skryte rozmieszczanie oddziałów, obronę przed środkami rażenia, szybką zbiórkę i wykonanie manewru, dogodne warunki odpoczynku żołnierzy, dobre warunki sanitarno-epidemiczne, źródła wody oraz dogodne drogi dla ruchu wojsk i środków walk. Do maskowania  wykorzystuje się fałdy terenowe, lasy, zagajniki, mniejsze miejscowości.

## Zajęcie rejonu
Przed rozmieszczaniem wojsk w terenie, szczególnie w rejonach, które zajmował przeciwnik, przeprowadza się rozpoznanie w celu wykrycia ewentualnych grup dywersyjno-rozpoznawczych, wykrycia oznakowania zaminowanych i skażonych odcinków terenowych, określenia przydatności źródeł wody oraz możliwości wykorzystania innych zasobów terenowych. W celu wybrania (ustalenia) rejonów rozmieszczenia oddziałów (pododdziałów) oraz określenia ich przydatności wysyła się grupy rekonesansowe. W skład grup mogą wchodzić oficerowie sztabu, rodzajów wojsk i służb oraz przedstawiciele oddziałów (łącznicy z pododdziałów).
Związkowi taktycznemu (oddziałowi) wyznacza się główny i zapasowy rejon rozmieszczania. Zapasowych rejonów dla oddziałów nie wyznacza się wewnątrz głównego rejonu rozmieszczenia związku taktycznego. Oddziały zajmują rejony w miarę podchodzenia do nich bez zatrzymywanie kolumn na drogach zachowując przy tym planowane ugrupowanie do przyszłych działań. Rozmieszcza się je w pewnym oddaleniu od dróg marszu, w odległościach i odstępach zapewniających bezpieczeństwo w wypadku uderzeń rakietowych, lotnictwa, śmigłowców bojowych czy artylerii przeciwnika.

Oddziały przeciwlotnicze rozwija się na obrzeżach rejonu  w stałej gotowości do odparcia środków napadu powietrznego. Część pododdziałów przeciwlotniczych organizuje system zasadzek przeciwlotniczych.
Stanowiska dowodzenia  rozwija się w rejonach zapewniających ciągłość dowodzenia zarówno podczas ich przebywania w rejonie rozmieszczenia, jak też w czasie ich wymarszu z zajmowanego obszaru. Łączność utrzymuje się za pomocą ruchomych i przewodowych środków łączności. Praca środków radiowych jest dozwolona w wypadkach przekazywania sygnałów powiadamiania, ostrzegania i alarmowania oraz do kierowania ogniem środków przeciwlotniczych. Oddziały logistyczne rozmieszcza się w pobliżu dróg dowozu i ewakuacji zapewniając im obronę i ochronę.
Po wejściu wojsk do rejonu rozpoczyna się niezwłocznie rozbudowę fortyfikacyjną. Równolegle z budową obiektów fortyfikacyjnych rozbudowuje się system zapór inżynieryjnych i utrzymuje drogi manewru. Wszelkie prace i wykonywane obiekty dokładnie się maskuje. Wojska rozmieszcza się w pewnym oddaleniu od dróg marszu, w odległościach i odstępach zapewniających bezpieczeństwo i niewielkie prawdopodobieństwo strat w wypadku uderzeń rakietowych, lotnictwa, śmigłowców bojowych oraz artylerii przeciwnika. Oddział i pododdziały przeciwlotnicze rozwija się na obrzeżach rejonu ześrodkowania w stałej gotowości do odparcia środków napadu powietrznego przeciwnika. Stanowiska dowodzenia związku taktycznego (oddziału) rozwija się w rejonach zapewniających ciągłe dowodzenie oddziałami (pododdziałami) zarówno podczas ich przebywania w rejonie rozmieszczenia, jak też w czasie ich wymarszu z zajmowanego obszaru. Jednostki i urządzenia logistyczne rozmieszcza się w pobliżu dróg, zapewniając im obronę i ochronę. Łączność utrzymuje się z oddziałami (pododdziałami) za pomocą ruchomych przewodowych środków łączności. Praca środków radiowych jest dozwolona w wypadkach przekazywania sygnałów powiadamiania, ostrzegania i alarmowania oraz do kierowania ogniem środków przeciwlotniczych.
W rejonach rozmieszczania oddziałów (pododdziałów) organizuje się i prowadzi rozpoznanie przeciwnika powietrznego oraz alarmowanie wojsk o zagrożeniu. Ponadto prowadzi się rozpoznanie inżynieryjne i rozpoznanie skażeń oraz realizuje przedsięwzięcia przeciwepidemiczne.

## Ubezpieczenie postoju
Wojska w rejonach rozmieszczania organizują ubezpieczenia postoju. Liczba pododdziałów, wydzielonych do ubezpieczenia postoju, zależna jest od warunków terenowych, odległości od przeciwnika i jego aktywności bojowej.
Elementami ubezpieczenia postoju są oddział czat i czaty.
Każdorazowo odległość ubezpieczenia postoju od ubezpieczanych oddziałów (pododdziałów) powinna zapewnić wykonanie manewru zorganizowane wejście do walki. Odległość ubezpieczenia postoju od ubezpieczanych oddziałów  może wynosić od 5 do 15 km. Szerokość pasa ubezpieczeń może wynosić: dla batalionu do 10 km, kompanii do 5 km, plutonu do 2 km. Oddział czat (czaty) powinny być rozmieszczone na rubieży dogodnej do obrony i zapewniającej dobrą obserwację przeciwnika. Rubież ubezpieczenia postoju rozbudowuje się pod względem inżynieryjnym podobnie jak w obronie.
Rubież ubezpieczenia postoju rozbudowuje się pod względem inżynieryjnym podobnie jak w obronie.
Bezpośrednio w rejonie rozmieszczania oddziału (pododdziału) organizuje się patrole, podsłuchy, posterunki obserwacyjne, wystawia czujki oraz wyznacza pododdziały dyżurne.

## Normy taktyczne
W 1995: rejon rozmieszczenia dla związku taktycznego mógł wynosić około 1000 km², dla oddziału do 150 km², a dla pododdziałów – nie więcej 10 km².